# Benin
 Ikke at forveksle med Benin City, en by i Nigeria.
Benin (officielt: Republikken Benin; fransk: République du Bénin) er en suveræn stat i Vestafrika. Benin har en smal stribe kyst i syd ud til Beninbugten og grænser herudover til Togo i vest, Nigeria i øst, og Burkina Faso og Niger i nord. Landet har tidligere været en fransk koloni og var indtil 1975 kendt som Dahomey.

## Historie
Benin har en fortid som et rigt kongerige under navnet "Dahomey". Landet var centrum for slavehandel, og fra byen Ouidah blev der i adskillige år solgt og udskibet slaver i stor stil. Slaverne var primært fanger hentet fra nabolandene i forbindelse med fejder og krige.
Fra 1892 var Benin under fransk herredømme. I 1960 opnåede landet selvstændighed, hvorefter general Mathieu Kérékou greb magten og omdøbte landets navn til Benin, efter en by og et kongerige i Nigeria. Fra 1990 er der blevet indført reformer med henblik på indførelsen af et flerpartisystem. Det seneste valg i landet blev afholdt den 26. april 2015.

## Geografi
Benin har et tropisk klima i nord, og et tørrere mod syd. Terrænet er for det meste flade sletter med nogle åer og lave bjerge. Landets højeste punkt er Mont Sokbaro med 658 meter over havet.

## Demografi

### Sprog
Fransk er det officielle sprog. Sprogene fon og Yoruba snakkes meget i syd, mens der i nord tales mindst seks større stammesprog.
Lokale sprog bruges som de mange undervisningssprog i folkeskoler, med fransk indført i senere år. På gymnasieniveau er fransk det eneste undervisningssprog.

### Religion
Religion i Benin (2020 CIA World Factbook (skøn).
     Kristne (52.2%)     Muslimere (24.6%)     animist (17.6%)     Andre / Ingen (5.3%)

## Politik og administration
Departementer i Benin.
Benin er en republik med flerpartisystem. Landet gik officielt bort fra marxisme-leninisme linjen i 1989, der er stemmeret for alle fra deres fyldte 18 år.

## Infrastruktur

### Veje
Vejenettet udgør 16.000 km, hvoraf 1.400 km er asfalteret.

### Jernbaner
Benin har 578 km jernbane. Der findes jernbanestationer i Bohicon, Cotonou, Dassa-Zoumè, Parakou, Pobè, Porto Novo, Ouidah og Segboroué. Der er ingen jernbaneforbindelser med nabolandene.

### Vandveje
Landets vandveje er sejlbare i kortere sektioner og har kun lokal betydning. Den længste farvej er 150 km og består af floden Niger, som er landets nordlige grænse. Der findes havne i Cotonou og Porto Novo. Benin har ingen handelsflåde.

### Flytransport
Det findes fem flyvepladser i Benin, hvoraf lufthavnen i Cadjehoun har en asfalteret landingsbane. Der er en større lufthavn i Parakou og lufthavne med mindre betydning i Natitingou, Kandi og Abomey.

## Kultur
Det menes at voodoo stammer fra Benin og blev overført til Brasilien, Caribien og dele af Nordamerika med slavehandelen. Omkring 70 % af befolkningen i landet praktiserer denne religion, som siden 1992 har været anerkendt som en af de officielle religioner.

### Sport
De største sportsgrene i Benin er fodbold, basketball, golf, cykling, baseball, softball, tennis og rugby union. I begyndelsen af det 21. århundrede blev baseball og teqball introduceret til.